# Bitwa morska pod Plymouth

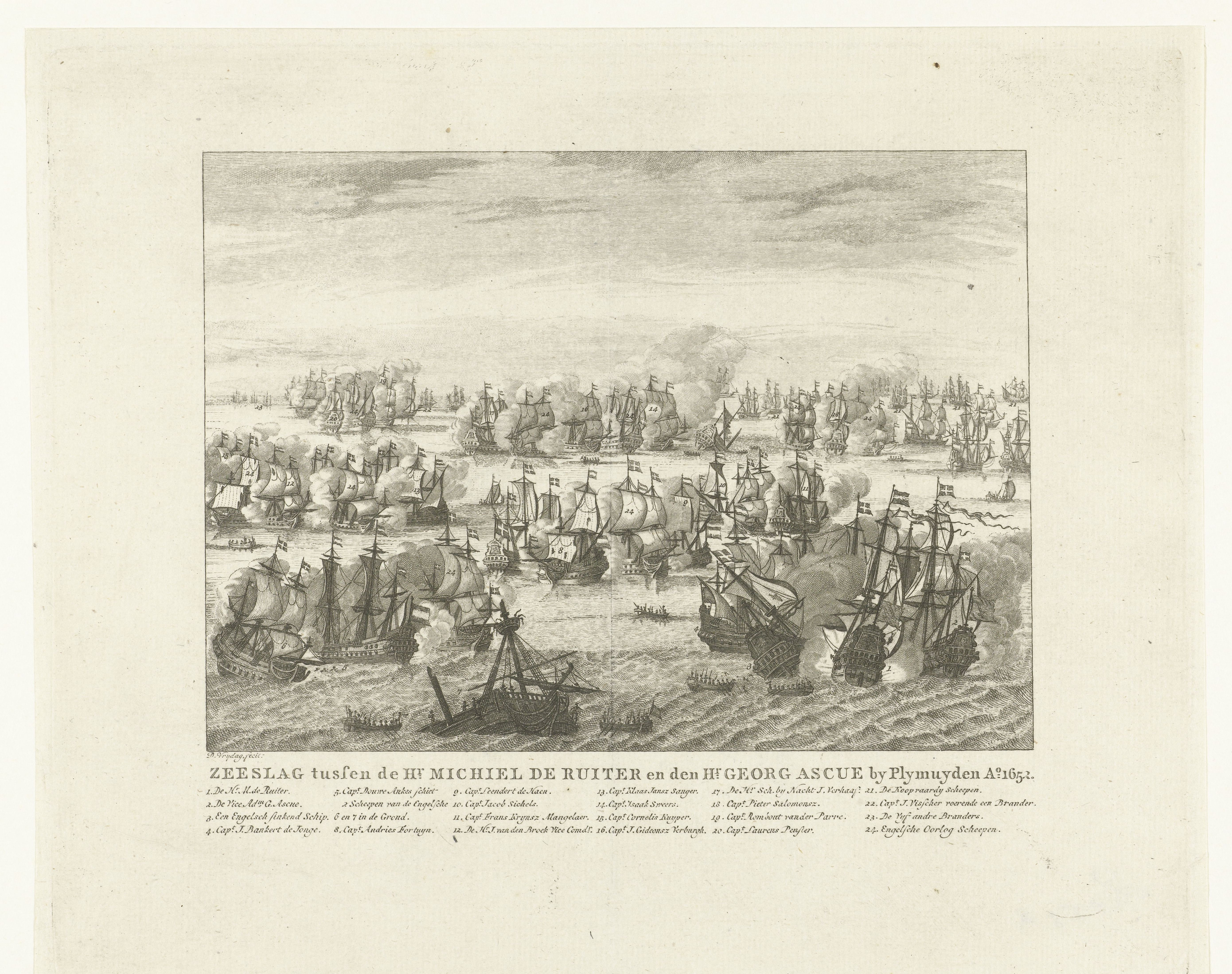

Bitwa morska pod Plymouth – starcie zbrojne, które miało miejsce 26 sierpnia 1652 podczas pierwszej wojny angielsko-holenderskiej.
Wódz angielski George Ayscue dowodzący flotą liczącą 40 liniowców i 5 branderów, zaatakował konwój holenderski eskortowany przez eskadrę holenderską pod wodzą admirała de Ruytera, liczącą 23 liniowce i 6 branderów. Obaj wodzowie przed wojną byli osobistymi przyjaciółmi.
Różnica sił została nieco wyrównana przez udział po stronie holenderskiej uzbrojonych statków kupieckich, znajdujących się w konwoju. Celny ogień działowy floty holenderskiej sprawił, że okręty dowodzone przez Ayscue'a musialy przerwać walkę i wycofać się do Plymouth w celu dokonania napraw zniszczonego omasztowania i takielunku. W tym czasie holenderski konwój bezpiecznie pożeglował na Atlantyk. Ayscue natomiast pozbawiony został dowództwa.